# Мишньов Дмитро Олександрович
Дмитро́ Олекса́ндрович Мишньо́в (нар. 26 січня 1994, Красний Лиман, Україна) — український футболіст, центральний півзахисник луганської «Зорі». Виступав за юнацькі збірні різних вікових категорій та молодіжну збірну України.

## Клубна кар'єра
У чемпіонатах ДЮФЛ Мішньов виступав у складі іллічівського «Моноліта» та маріупольського «Іллічівця».
30 листопада 2013 року дебютував у складі «Іллічівця» в Прем'єр-лізі, вийшовши на 90-й хвилині матчу проти «Металіста» замість Віталія Федотова. Всього за маріупольців зіграв 211 матчів у чемпіонатах України, відзначившись 16 голами.
У липні 2022 року підписав контракт з луганською «Зорею».

## Міжнародна кар'єра
З 2012 року викликався до юнацьких збірних України різних вікових груп.
24 січня 2014 року на Кубку Співдружності у Санкт-Петербурзі вперше вийшов у складі молодіжної збірної України в поєдинку з однолітками з Киргизстану. Після першого тайму Дмитра Мішньова було замінено на Павла Савеленка.
Загалом на юнацькому та молодіжному рівні зіграв у 44 поєдинках, забивши 3 голи.

## Досягнення
- Переможець Кубка Співдружності (1): 2014

## Статистика виступів
Статистичні дані наведено станом на 30 квітня 2020 року
| Сезон                | Команда              | Чемпіонат            | Чемпіонат | Чемпіонат | Кубок | Кубок | Кубок | Єврокубки | Єврокубки | Єврокубки | Інші кубки | Інші кубки | Інші кубки | Всього | Всього |
| Сезон                | Команда              | Змаг.                | Матчі     | Голи      | Змаг. | Матчі | Голи  | Змаг.     | Матчі     | Голи      | Змаг.      | Матчі      | Голи       | Матчі  | Голи   |
| -------------------- | -------------------- | -------------------- | --------- | --------- | ----- | ----- | ----- | --------- | --------- | --------- | ---------- | ---------- | ---------- | ------ | ------ |
| 2013—2014            | «Маріуполь»          | ПЛ                   | 9         | 0         | КУ    | 0     | 0     | —         | —         | —         | —          | —          | —          | 9      | 0      |
| 2014—2015            | «Маріуполь»          | ПЛ                   | 17        | 0         | КУ    | 2     | 0     | —         | —         | —         | —          | —          | —          | 19     | 0      |
| 2015—2016            | «Маріуполь»          | 1Л                   | 26        | 1         | КУ    | 1     | 0     | —         | —         | —         | —          | —          | —          | 27     | 1      |
| 2016—2017            | «Маріуполь»          | 1Л                   | 30        | 6         | КУ    | 2     | 0     | —         | —         | —         | —          | —          | —          | 32     | 6      |
| 2017—2018            | «Маріуполь»          | ПЛ                   | 29        | 1         | КУ    | 3     | 0     | —         | —         | —         | —          | —          | —          | 32     | 1      |
| 2018—2019            | «Маріуполь»          | ПЛ                   | 26        | 0         | КУ    | 0     | 0     | ЛЄ        | 4         | 1         | —          | —          | —          | 30     | 1      |
| 2019—2020            | «Маріуполь»          | ПЛ                   | 22        | 3         | КУ    | 3     | 0     | ЛЄ        | 2         | 0         | —          | —          | —          | 27     | 3      |
| Всього в «Маріуполі» | Всього в «Маріуполі» | Всього в «Маріуполі» | 159       | 11        |       | 11    | 0     |           | 6         | 1         |            | 0          | 0          | 176    | 12     |
| Всього за кар'єру    | Всього за кар'єру    | Всього за кар'єру    | 159       | 11        |       | 11    | 0     |           | 6         | 1         |            | 0          | 0          | 176    | 12     |